# Via Maris

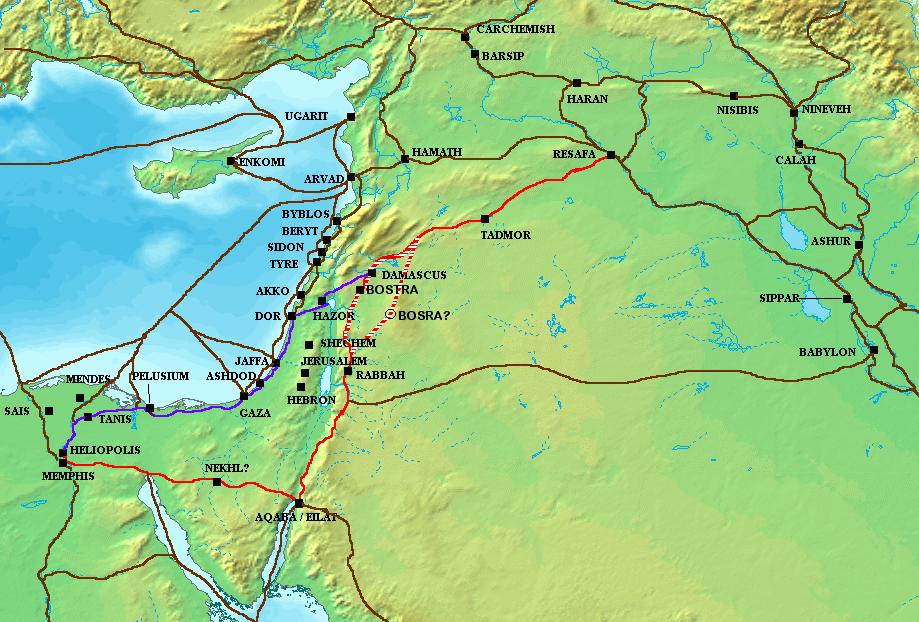
Via Maris (lila), Via Regia (röd) och andra forntida handelsvägar i den Främre Orienten, ca. 1300 f.Kr.

Via Maris är latin och betyder "Havsvägen".
Via Maris är en gammal handelsväg som använts från den tidigare bronsåldern och var den viktigaste internationella vägen i Levanten. Den länkade samman Egypten med Syrien, Anatolien och Mesopotamien (i dag Syrien, Turkiet, Irak och Iran). Vägen från Egypten gick genom Gaza utmed Medelhavet genom filistéernas slättland där den delade sig i två grenar – en som gick utmed själva havskusten norrut mot Europa samt en gren genom inlandet åt nordost mot Jezreelslätten, Megiddo, Galileiska sjön och Damaskus samt vidare mot Orienten. Via Maris korsade andra handelsvägar som ledde till/från Europa och Asien.
Den är omnämnd i Jesaja bok i Bibeln (se Jesaja 9:1 på Wikisource).